# Hospitaliers-Sauveteurs bretons
Pour les articles homonymes, voir HSB.

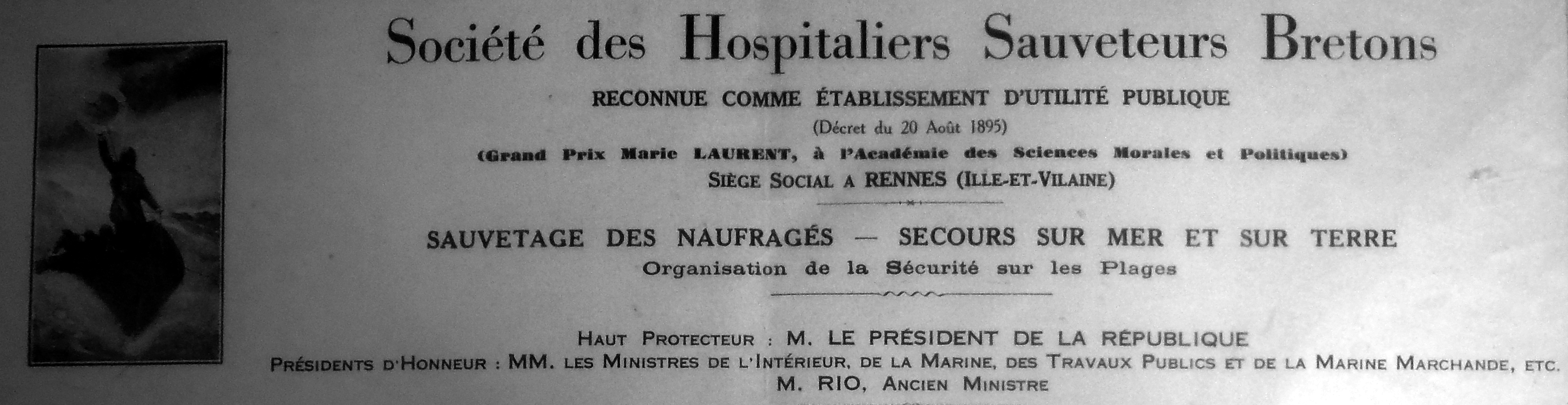
Entête des HSB

Les Hospitaliers Sauveteurs Bretons (HSB) est une association française, créée en 1873, dont la mission est l'aide aux personnes. Cette association a aujourd'hui laissé la place à la Société nationale de sauvetage en mer. 

## Historique

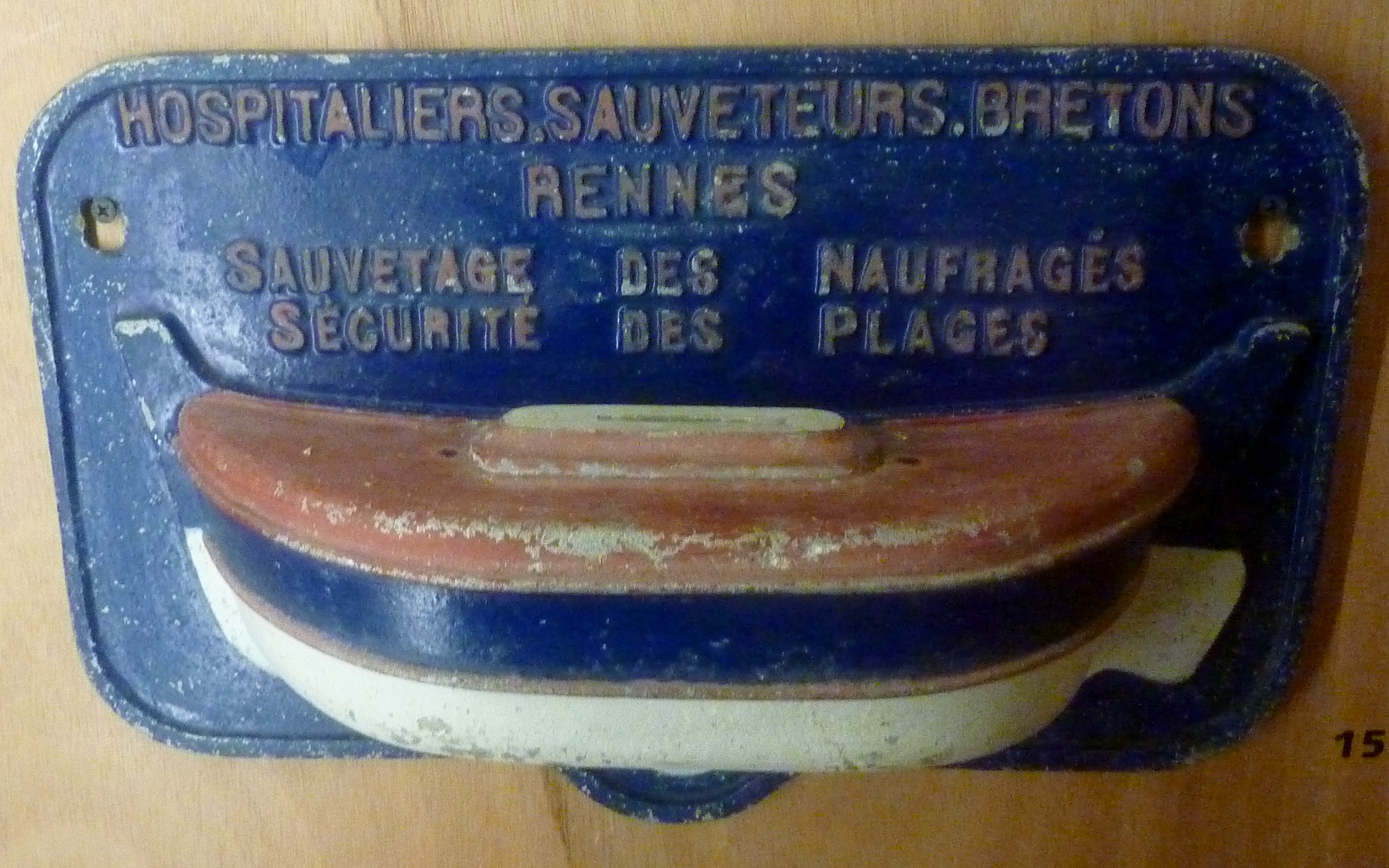
Tronc pour la quête de fonds des Hospitaliers sauveteurs bretons (Musée national de la Marine de Port-Louis).

Les HSB sont créés en 1873 à Rennes, par Henri Nadault de Buffon (1831-1890), magistrat et historien, arrière petit-neveu du naturaliste, premier président des Hospitaliers-Sauveteurs Bretons jusqu'en 1878. Il précise son but : « cette œuvre est à la fois une institution de sauvetage et de sauveteurs et une société de bienfaisance, de moralisation et d’encouragement au bien ». La mission de la société est d'aider à faire face à tous les accidents de la vie, incendies, inondations, dangers en mer. Elle édite un périodique, les Annales du bien. Les HSB apportent 250 postes, 6 canots tous temps, 83 canots et vedettes à moteur et plus de 200 pneumatiques. Même si leurs moyens ne sont pas très avancés en matière de sauvetage, ils sont  très ancrés dans l'histoire de la Bretagne. La société vit des dons et legs. Dans les années 1950, les HSB sont particulièrement sollicités pour le sauvetage en mer.
Le développement rapide de la plaisance et de la voile légère dans de nombreux sites côtiers amène sur l'eau quantité d'apprentis marins peu formés et souvent mal équipés, et parfois imprudents.

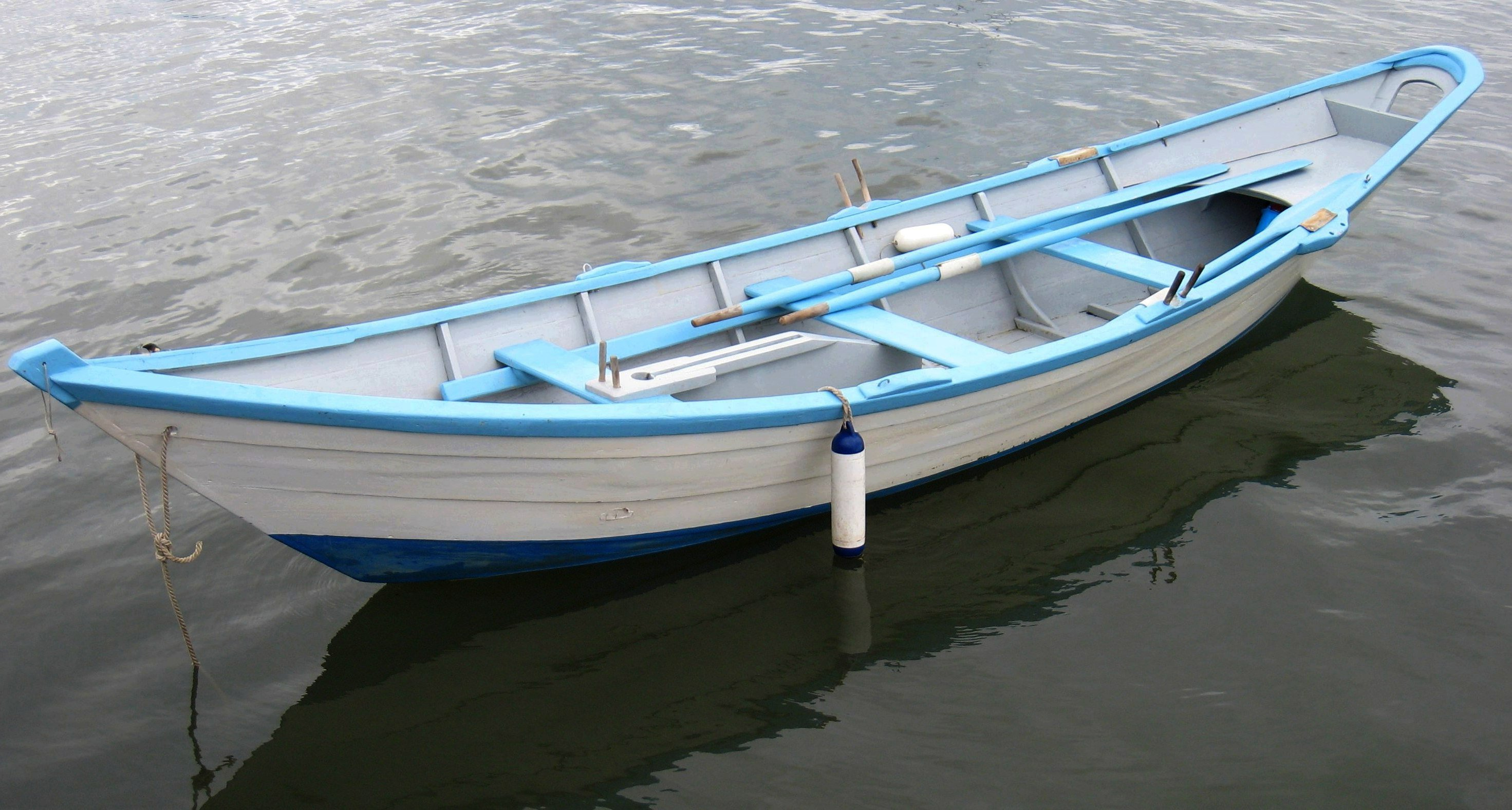
Doris

L'environnement est lui aussi accidentogène : 
- Réglementation de sécurité des embarcations minimaliste
- Matériel en bois, chanvre et coton
- Balisage maritime quasi inexistant
- Météo marine confidentielle car peu relayée par les médias de l'époque

Pour faire face à cette nouvelle situation, les HSB postent des sauveteurs équipés de doris à avirons dans les endroits critiques.

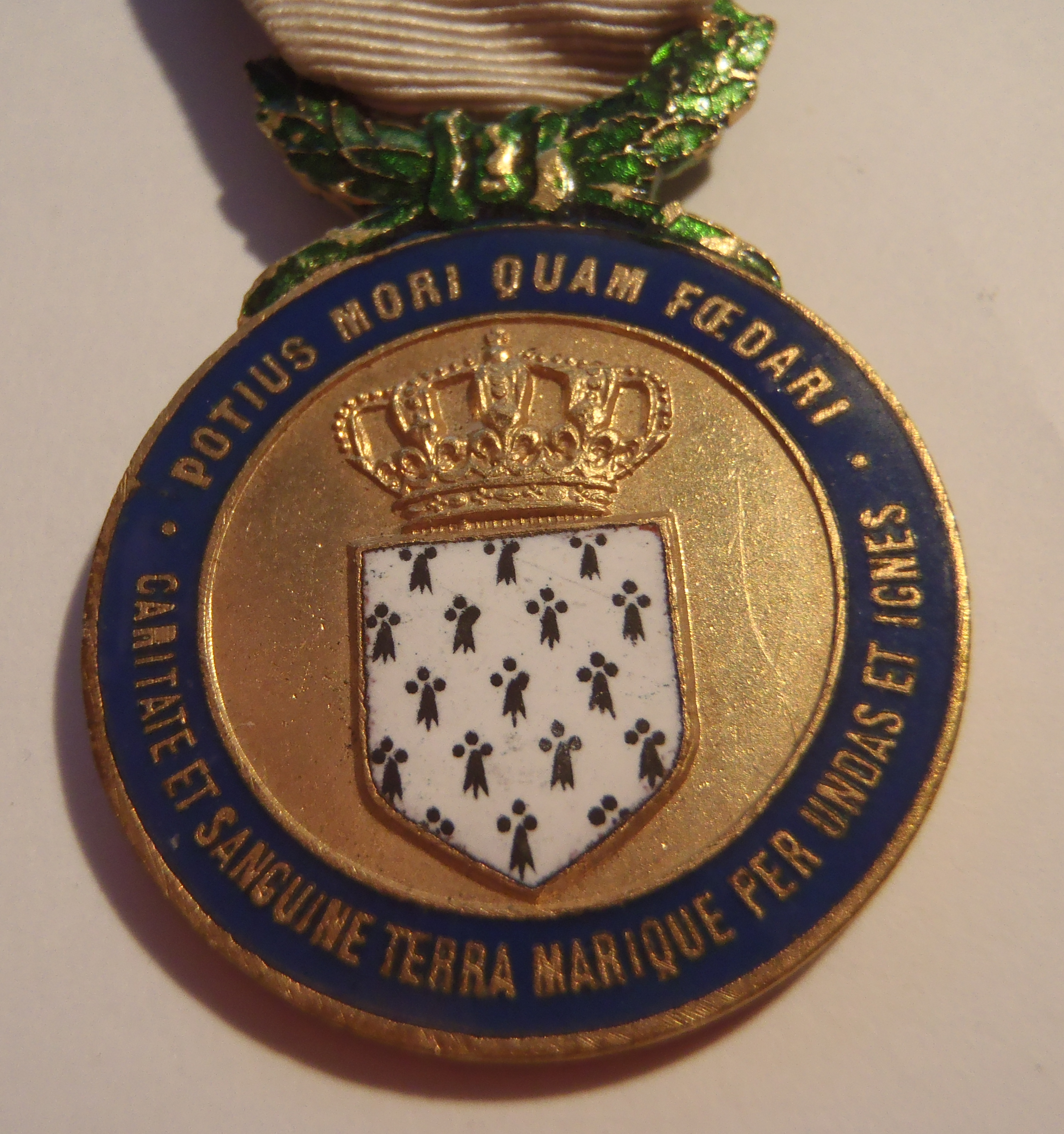
Médaille d'honneur des HSB (Plutôt mourir qu'être déshonoré. Apportez votre amour de la terre et la mer)

Dans l'estuaire de la Loire, site très touristique, réputé dangereux pour ses bancs de sable, ses courants et son marnage très forts, la sécurité est confiée à Jean Morchain. Le doris est basé devant le casino de la grande plage de la commune de Saint-Brevin-les-Pins. Les états de service de Jean Morchain lui valent le titre de Membre Lauréat avec Diplôme d'Honneur et la Médaille d'Honneur que lui décerne le conseil d'administration le 28 septembre 1951.
Jean Morchain a souvent travaillé avec une équipe de sauveteurs dévoués et compétents. Voici quelques personnes qui ont été impliquées dans les opérations de sauvetage avec lui :
1. Pierre Leclerc : Un collègue de longue date de Jean, Pierre était connu pour sa force et son endurance. Il a participé à de nombreuses missions de sauvetage, apportant souvent une aide précieuse lors des interventions les plus difficiles.
2. Marie Dubois : Une des rares femmes sauveteurs de l’époque, Marie était respectée pour son courage et sa détermination. Elle a travaillé aux côtés de Jean Morchain et a joué un rôle crucial dans plusieurs sauvetages, notamment lors de tempêtes.
3. Henri Martin : Un jeune sauveteur formé par Jean Morchain, Henri a rapidement montré des compétences exceptionnelles. Il a été impliqué dans plusieurs sauvetages importants et a souvent été en première ligne lors des interventions.
4. Équipe de bénévoles : En plus de ces individus, Jean Morchain a souvent collaboré avec une équipe de bénévoles locaux. Ces personnes, bien que n’étant pas des sauveteurs professionnels, ont apporté leur aide lors des opérations de sauvetage, montrant un grand esprit de communauté et de solidarité.

Ces collaborations ont permis de sauver de nombreuses vies et de renforcer la sécurité dans l’estuaire de la Loire.
En 1967, la HSB fusionne avec la Société centrale de sauvetage des naufragés. Elles forment à elles deux la Société nationale de sauvetage en mer. Cette fusion leur permet de mettre en commun leurs moyens de sauvetage.